# Batman: Tajemnica Batwoman
Batman: Tajemnica Batwoman (ang. Batman: Mystery of the Batwoman, 2003) – amerykański pełnometrażowy film animowany opowiadający o kolejnych przygodach Batmana.

## Fabuła
Batman musi stanąć do walki z tajemniczą kobietą – Batwoman, która wzorując się na nim sieje spustoszenie w Gotham City.

## Obsada głosowa
- Kevin Conroy – Bruce Wayne / Batman
- Eli Marienthal – Tim Drake / Robin
- Kyra Sedgwick – Batwoman
- Efrem Zimbalist Jr. – Alfred Pennyworth
- Bob Hastings – komisarz Jim Gordon
- Robert Costanzo – detektyw Harvey Bullock
- Tara Strong – Barbara Gordon
- David Ogden Stiers – Pingwin / Oswald Cobblepot
- John Vernon – Rupert Thorne
- Héctor Elizondo – Bane
- Kevin Michael Richardson – Carlton Duquesne
- Kimberly Brooks – Kathleen Duquesne
- Kelly Ripa – Roxanne Ballantine
- Elisa Gabrielli – detektyw Sonia Alcana